# Farafra
Farafra är en ort och oas i Egyptens Västra öknen som är belägen sydväst om Kairo och öster om landets gräns till Libyen. 
De större oaserna Dakhla och Bahariya ligger sydöst respektive nordöst om Farafra. Ytterligare tre stora bebodda oaser finns i öknen. Dessa är Fayoum, Kharga och Siwa. Av dessa sex oaser (och städer) är Farafra den minsta. I närheten av Farafra finns två källor: Bir Setta och El-Mufid.
Omkring 6 000 människor bor i Farafra som bara består av ett samhälle. Befolkningen är mestadels beduiner. I vissa områden i byn finns det kvarter med välbevarad traditionell arkitektur; enkla, rena och obesmyckade hus i lerfärger. Befolkningen anstränger sig också för att bevara sin kultur.
Egyptens Vita öknen, eller Sahara el Beida, är en nationalpark som ligger 45 kilometer norr om Farafraoasen. Där består öknen av vit sand och har stora vita och gräddfärgade kalkstensformationer som har formats av periodiska sandstormar. Besökare campar ofta i området.

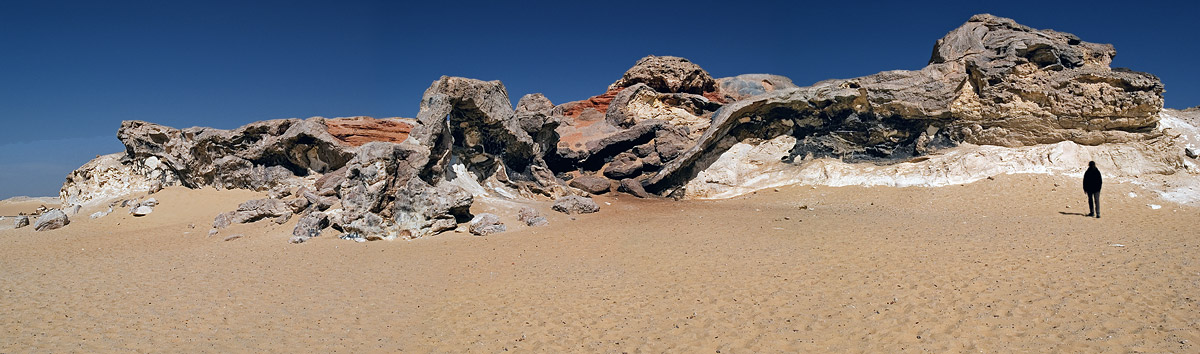
Kristallberget mellan Farafra och Bahariya.